# Concord (entreprise)

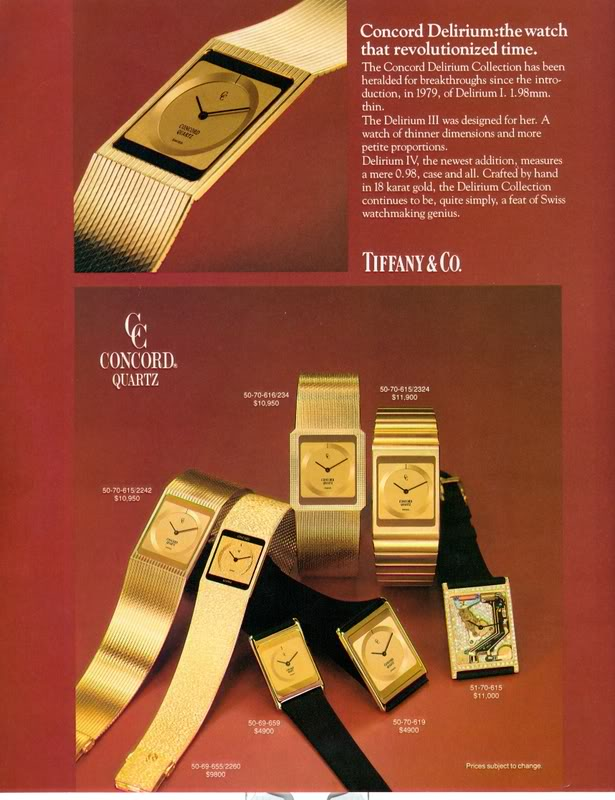
Publicité pour une montre Concord

Concord Watch Company est une entreprise de luxe suisse qui fait partie du groupe Movado. Née à Bienne en 1908, cette marque tend à se renouveler à s'exporter à l'international.

## Sous marques
- The Cardinal Watch était une sous marque de Concord, enregistrée en 1909.

## Sources
1. ↑  « Movado », sur www.movadogroup.com (consulté le 11 décembre 2024)

(en) Kathleen H. Pritchard, Swiss timepiece makers, 1775-1975, West Kennebunk, Me, Published for the National Association of Watch and Clock Collectors by Phoenix Pub, 1997, 1800 p., 2 volumes (ISBN 978-0-914659-79-2, OCLC 36219391), page C-61